# Marele Premiu al Arabiei Saudite din 2022
Marele Premiu al Arabiei Saudite din 2022 (cunoscut oficial sub numele de Formula 1 STC Saudi Arabian Grand Prix 2022 ) a fost o cursă de Formula 1 care a avut loc între 25 și 27 martie 2022 pe circuitul Djedda Corniche din Arabia Saudită. A fost a doua ediție a Marelui Premiu al Arabiei Saudite și a doua rundă a Campionatului Mondial de Formula 1 din 2022.

## Context
Cursa a avut loc în perioada 25-27 martie 2022. Aceasta a fost a doua cursă care a avut loc în Arabia Saudită, după prima din decembrie 2021. Cursa are loc la o săptămână după Marele Premiu al Bahrainului și cu două săptămâni înainte de Marele Premiu al Australiei.
Pe 25 martie, un depozit de petrol Aramco lângă Djedda, aproximativ la 16 kilometri (9,9 mi) de circuit, a fost atacat de drone și rachete, declanșând un mare incendiu. Rebelii Houthi din Yemen, care au fost acuzați și că au lansat o rachetă în timpul ePrix-ului Diriyah 2021, ar fi revendicat responsabilitatea. Fumul negru a fost văzut în timpul primei sesiuni de antrenament. A doua sesiune de antrenamente a fost amânată cu 15 minute pentru a permite o întâlnire de urgență între piloți, directorii de echipă și CEO-ul Formulei 1, Stefano Domenicali. Formula 1 și organizatorii au anunțat că evenimentul va continua așa cum a fost planificat, în ciuda atacului. Asociația Piloților de Mare Premiu a organizat o nouă întâlnire cu piloții la ora locală 22:00 și, în consecință, toți piloții au fost de acord să participe pentru restul evenimentului după 41⁄2 ore de discuții. Potrivit BBC, pe lângă faptul că piloții au fost liniștiți în privința securității, piloții au fost, de asemenea, convinși să concureze după ce au fost avertizați de „consecințele neparticipării”, care ar fi inclus potențiale dificultăți de a părăsi țara în cazul unui boicot.

### Participanți
Piloții și echipele au fost la fel ca lista de înscrieri în sezon, cu excepția lui Sebastian Vettel, care a fost înlocuit de Nico Hülkenberg pentru a doua cursă consecutiv, Vettel încă recuperându-se de coronavirus.

### Alegerile anvelopelor
Furnizorul de anvelope Pirelli a adus compușii de anvelope C2, C3 și C4 (denumite dur, mediu și, respectiv, moale) pentru ca echipele să le folosească la eveniment.

## Antrenamentele libere
Au avut loc trei sesiuni de antrenament, fiecare cu durata de o oră. Primele două sesiuni de antrenament au avut loc vineri, 25 martie, la 17:00 și 20:00, ora locală (UTC+03:00). A treia sesiune de antrenament s-a desfășurat începând cu ora 17:00 pe 26 martie. Charles Leclerc de la Ferrari a ajuns în fruntea tuturor sesiunilor de antrenamente, în ciuda faptului că el și coechipierul Carlos Sainz Jr. au fost forțați să încheie a doua sesiune mai devreme după ce s-au lovit de perete.
| Poz.   | Nr. | Pilot           | Constructor          | Timpi    |
| ------ | --- | --------------- | -------------------- | -------- |
| 1      | 16  | Charles Leclerc | Ferrari              | 1:30,772 |
| 2      | 1   | Max Verstappen  | Red Bull Racing-RBPT | +0,116s  |
| 3      | 77  | Valtteri Bottas | Alfa Romeo-Ferrari   | +0,312s  |
| Sursa: |     |                 |                      |          |

| Poz.   | Nr. | Pilot            | Constructor          | Timpi    |
| ------ | --- | ---------------- | -------------------- | -------- |
| 1      | 16  | Charles Leclerc  | Ferrari              | 1:30,074 |
| 2      | 1   | Max Verstappen   | Red Bull Racing-RBPT | +0,140s  |
| 3      | 55  | Carlos Sainz Jr. | Ferrari              | +0,246s  |
| Sursa: |     |                  |                      |          |

| Poz.   | Nr. | Pilot           | Constructor          | Timpi    |
| ------ | --- | --------------- | -------------------- | -------- |
| 1      | 16  | Charles Leclerc | Ferrari              | 1:29,735 |
| 2      | 1   | Max Verstappen  | Red Bull Racing-RBPT | +0,033s  |
| 3      | 11  | Sergio Pérez    | Red Bull Racing-RBPT | +0,098s  |
| Sursa: |     |                 |                      |          |

## Clasament

### Calificări
Calificările au avut loc pe 26 martie începând cu ora locală 20:00. A doua parte a calificărilor a fost întreruptă mai bine de oră după ce Mick Schumacher a avut un accident violent și a fost transportat la spital pentru i se efectua investigațiile necesare.
| Poz.                  | Nr. | Pilot            | Constructor                  | Timpi calificări | Timpi calificări | Timpi calificări | Grila finală |
| Poz.                  | Nr. | Pilot            | Constructor                  | Q1               | Q2               | Q3               | Grila finală |
| --------------------- | --- | ---------------- | ---------------------------- | ---------------- | ---------------- | ---------------- | ------------ |
| 1                     | 11  | Sergio Pérez     | Red Bull Racing-RBPT         | 1:29,705         | 1:28,924         | 1:28,200         | 1            |
| 2                     | 16  | Charles Leclerc  | Ferrari                      | 1:29,039         | 1:28,780         | 1:28,225         | 2            |
| 3                     | 55  | Carlos Sainz Jr. | Ferrari                      | 1:28,855         | 1:28,686         | 1:28,402         | 3            |
| 4                     | 1   | Max Verstappen   | Red Bull Racing-RBPT         | 1:28,928         | 1:28,945         | 1:28,461         | 4            |
| 5                     | 31  | Esteban Ocon     | Alpine-Renault               | 1:30,093         | 1:29,584         | 1:29,068         | 5            |
| 6                     | 63  | George Russell   | Mercedes                     | 1:29,680         | 1:29,618         | 1:29,104         | 6            |
| 7                     | 14  | Fernando Alonso  | Alpine-Renault               | 1:29,978         | 1:29,295         | 1:29,147         | 7            |
| 8                     | 77  | Valtteri Bottas  | Alfa Romeo-Ferrari           | 1:29,683         | 1:29,404         | 1:29,183         | 8            |
| 9                     | 10  | Pierre Gasly     | AlphaTauri-RBPT              | 1:29,891         | 1:29,418         | 1:29,254         | 9            |
| 10                    | 20  | Kevin Magnussen  | Haas-Ferrari                 | 1:29,831         | 1:29,546         | 1:29,588         | 10           |
| 11                    | 4   | Lando Norris     | McLaren-Mercedes             | 1:29,957         | 1:29,651         | N/A              | 11           |
| 12                    | 3   | Daniel Ricciardo | McLaren-Mercedes             | 1:30,009         | 1:29,773         | N/A              | 15           |
| 13                    | 24  | Zhou Guanyu      | Alfa Romeo-Ferrari           | 1:29,978         | 1:29,819         | N/A              | 12           |
| 14                    | 47  | Mick Schumacher  | Haas-Ferrari                 | 1:30,167         | 1:29,920         | N/A              | 13           |
| 15                    | 18  | Lance Stroll     | Aston Martin Aramco-Mercedes | 1:30,256         | 1:31,009         | N/A              | 14           |
| 16                    | 44  | Lewis Hamilton   | Mercedes                     | 1:30,343         | N/A              | N/A              | 16           |
| 17                    | 23  | Alexander Albon  | Williams-Mercedes            | 1:30,492         | N/A              | N/A              | 17           |
| 18                    | 27  | Nico Hülkenberg  | Aston Martin Aramco-Mercedes | 1:30,543         | N/A              | N/A              | 18           |
| 19                    | 6   | Nicholas Latifi  | Williams-Mercedes            | 1:31,817         | N/A              | N/A              | 19           |
| Regula 107%: 1:35,074 |     |                  |                              |                  |                  |                  |              |
| —                     | 22  | Yuki Tsunoda     | AlphaTauri-RBPT              | Fără timp        | N/A              | N/A              | 20           |
| Sursa:                |     |                  |                              |                  |                  |                  |              |

Note
- ^1 – Daniel Ricciardo a primit o penalizare de 3 locuri pe grila de start pentru că a împiedicat alți piloți în timpul calificărilor.[14]
- ^2 – Yuki Tsunoda nu a obținut nici un timp în timpul calificărilor, dar i s-a permis să participe în cursă la discreția organizatorilor.[14]

### Cursa
Cursa a început la ora locală 20:00 pe 27 martie și a durat 50 de tururi.
| Poz.                                                               | Nr. | Pilot            | Constructor                  | Tururi | Timp/Retras | Puncte |
| ------------------------------------------------------------------ | --- | ---------------- | ---------------------------- | ------ | ----------- | ------ |
| 1                                                                  | 1   | Max Verstappen   | Red Bull Racing-RBPT         | 50     | 1:37:33,584 | 25     |
| 2                                                                  | 16  | Charles Leclerc  | Ferrari                      | 50     | +0,549s     | 19     |
| 3                                                                  | 55  | Carlos Sainz Jr. | Ferrari                      | 50     | +8,097s     | 15     |
| 4                                                                  | 11  | Sergio Pérez     | Red Bull Racing-RBPT         | 50     | +10,800s    | 12     |
| 5                                                                  | 63  | George Russell   | Mercedes                     | 50     | +32,732s    | 10     |
| 6                                                                  | 31  | Esteban Ocon     | Alpine-Renault               | 50     | +56,017s    | 8      |
| 7                                                                  | 4   | Lando Norris     | McLaren-Mercedes             | 50     | +19,423s    | 6      |
| 8                                                                  | 10  | Pierre Gasly     | AlphaTauri-RBPT              | 50     | +62,946s    | 4      |
| 9                                                                  | 20  | Kevin Magnussen  | Haas-Ferrari                 | 50     | +64,308s    | 2      |
| 10                                                                 | 44  | Lewis Hamilton   | Mercedes                     | 50     | +73,948s    | 1      |
| 11                                                                 | 24  | Zhou Guanyu      | Alfa Romeo-Ferrari           | 50     | +82,215s    |        |
| 12                                                                 | 27  | Nico Hülkenberg  | Aston Martin Aramco-Mercedes | 50     | +91,742s    |        |
| 13                                                                 | 18  | Lance Stroll     | Aston Martin Aramco-Mercedes | 49     | +1 tur      |        |
| 14                                                                 | 23  | Alexander Albon  | Williams-Mercedes            | 49     | Accident    |        |
| Ab                                                                 | 77  | Valtteri Bottas  | Alfa Romeo-Ferrari           | 36     | Motor       |        |
| Ab                                                                 | 14  | Fernando Alonso  | Alpine-Renault               | 35     | Motor       |        |
| Ab                                                                 | 3   | Daniel Ricciardo | McLaren-Mercedes             | 35     | Motor       |        |
| Ab                                                                 | 6   | Nicholas Latifi  | Williams-Mercedes            | 14     | Motor       |        |
| NS                                                                 | 22  | Yuki Tsunoda     | AlphaTauri-RBPT              | 0      | Motor       |        |
| NS                                                                 | 47  | Mick Schumacher  | Haas-Ferrari                 | 0      | Accidentat  |        |
| Cel mai rapid tur: Charles Leclerc (Ferrari) – 1:31,634 (turul 48) |     |                  |                              |        |             |        |
| Sursa:                                                             |     |                  |                              |        |             |        |

| Loc    | 1  | 2  | 3  | 4  | 5  | 6 | 7 | 8 | 9 | 10 | CMRT |
| Puncte | 25 | 18 | 15 | 12 | 10 | 8 | 6 | 4 | 2 | 1  | 1    |

Note
- ^3 – Include un punct pentru cel mai rapid tur.
- ^4 – Alexander Albon nu a terminat cursa, însă a fost clasat deoarece a parcurs mai mult de 90% din cursă.[15]

## Clasament campionat după cursă
|           | Poz. | Pilot            | Pct. |
| --------- | ---- | ---------------- | ---- |
| Unchanged | 1    | Charles Leclerc  | 45   |
| Unchanged | 2    | Carlos Sainz Jr. | 33   |
| 16        | 3    | Max Verstappen   | 25   |
| Unchanged | 4    | George Russell   | 22   |
| 2         | 5    | Lewis Hamilton   | 16   |

|           | Poz. | Constructor          | Pct. |
| --------- | ---- | -------------------- | ---- |
| Unchanged | 1    | Ferrari              | 78   |
| Unchanged | 2    | Mercedes             | 38   |
| 7         | 3    | Red Bull Racing-RBPT | 37   |
| 1         | 4    | Alpine-Renault       | 16   |
| 2         | 5    | Haas-Ferrari         | 12   |

- Notă: Doar primele cinci locuri sunt prezentate în ambele clasamente.